# Републиканска партия (Албания)
Вижте пояснителната страница за други значения на Републиканска партия.
Албанската републиканска партия (на албански: Partia Republikane e Shqipërisë) е дясноцентристка албанска политическа партия, обявяваща се за защитник на национално-консервативните ценности. Основана е през 1991 година. Неин настоящ председател е Фатмир Медиу.
На изборите през 2001 година е част от коалицията Съюз за победа, която получава 37,1% от гласовете и 46 места в албанския парламент. През 2005 година получава 11 места, което я превръща в трета най-голяма политическа сила в страната. През 2009 година се кандидатира в коалиция с Демократическата партия на Албания и редица други по-малки партии. В резултат на това групиране, коалицията печели изборите.